# Агарёв, Алексей Фёдорович
Алексей Фёдорович Агарёв (партийные клички — Павел, Никита, 1878—1945) — русский революционер, советский государственный деятель.

## Биография
Родился в 1878 году в селе Карсаевка Чембарского уезда Пензенской губернии в семье священника. В 1899 году окончил Пензенскую духовную семинарию, после чего поступил на медицинский факультет Томского университета. В марте 1901 года был исключён оттуда за причастность к революционным волнениям и выслан в Красноярск, откуда ему удалось бежать за границу.
В 1902 году вступил в РСДРП, примкнув к большевикам. По заданию «Искры» вернулся в Россию, был на партийной работе в Харькове, Луганске и Самаре. В 1903 и 1905 годах вновь арестовывался царскими властями. После этого вновь эмигрировал во Францию, где закончил электротехнический институт при Тулузском университете, получив специальность инженера-электрика. Жил также в США и Австралии.
Был делегатом I (Таммерфорсской) конференции РСДРП (1905), IV (объединительного) съезда (1906) и V (Лондонского) съезда РСДРП (1907). В 1907 году в Луганске познакомился с К. Е. Ворошиловым, дружеские отношения с которым сохранял до конца жизни.
В феврале 1917 года приехал во Владивосток, где был избран членом исполкома местного Совета рабочих и солдатских депутатов. В августе того же года был избран городским главой Владивостока. Октябрьскую революцию не принял, в связи с чем перешёл к меньшевикам, был кандидатом на выборах во Всероссийское учредительное собрание от объединения социал-демократов-меньшевиков Дальнего Востока. Занимал пост городского головы до 1919 года, став последним человеком в этой должности. Также был редактором владивостокской газеты «Красное Знамя».
В 1919 году выехал в Шанхай, где в 1920 году занял должность представителя Дальневосточной республики в Китае.
В конце 1920-х или в начале 1930-х годов Агарев был исключён из ВКП(б): К. Е. Ворошилов писал ему в личном письме о том, что готов поручиться за него при восстановлении в партии.
Последние годы жизни провёл в Москве, где работал преподавателем в МГУ. 31 марта 1941 года ему, после защиты диссертации, была присвоена учёная степень кандидата исторических наук.
Умер в 1945 году.